# 習志野市秋津サッカー場
習志野市秋津サッカー場（ならしのし あきつサッカーじょう）は、千葉県習志野市の秋津総合運動公園にあるサッカー専用スタジアムである。施設は習志野市が所有し、指定管理者として公益財団法人習志野市スポーツ振興協会が運営・管理を行っている。

## 歴史
1970年代から造営が始まり、習志野市臨海地区の公園地区の中に1982年10月1日に開設された。
1992年にJリーグに参戦を表明した東日本JR古河（現：ジェフユナイテッド市原・千葉）は当初、秋津サッカー場を15000人収容のJリーグ公式戦開催基準に合わせたスタジアムに作りかえることで本拠地とすることを計画していた。しかし、競技場周辺の住民が騒音問題の懸念を表明したため、習志野市議会が検討をしているうちに、結局市原市（市原緑地運動公園臨海競技場）を本拠とすることになった。
その影響から、現在も太鼓などの鳴り物の応援は禁止されている。
1998年までと2003年には12月から1月にかけての全国高等学校サッカー選手権大会の1回戦から3回戦までの試合会場として用いられた。2002年の第82回天皇杯全日本サッカー選手権大会3回戦大分トリニータ対国際武道大学の試合でも使用された。また、2010年の第90回天皇杯全日本サッカー選手権大会で使用された。
プリンスリーグや千葉県社会人サッカーリーグなどで使用される。
日本女子サッカーリーグ所属のジェフユナイテッド市原・千葉レディースが公式戦を開催している他、かつてはジェフユナイテッド市原・千葉リザーブズも使用していた。2003年頃から2005年頃にかけてジェフのホームタウン拡大に合わせて、ジェフがサテライトリーグ以外の練習試合を稲毛海浜公園球技場と並んで秋津サッカー場で行う事が多くなった。
イビチャ・オシムがサッカー日本代表監督在任当時はサッカー日本代表の練習場として使用されることが多かった。2020年3月に秋津サッカー場から程近い千葉市の幕張新都心に日本サッカー協会直営のサッカー施設である高円宮記念JFA夢フィールドが完成したが、近隣の高層ホテル客室からスタメンなどといった情報が外部に漏れてしまう可能性が指摘されたため、2022年現在でも本サッカー場を使用している。
Xリーグに所属するアメリカンフットボールクラブであるオービックシーガルズが習志野市を本拠としており、2013年9月29日に同チームにとって初となる習志野での公式戦が開催された（対IBMビッグブルー）。
2022年現在は天然芝が使用されているが、施設の老朽化と秋津公園の再整備の一環として、人工芝に変更する案が浮上しており、「ケガや熱中症などのリスクが増す恐れがある」として、地元サッカー協会が反対している。

## 施設命名権
2014年3月31日から6月30日まで習志野市は命名権を募集し、2015年3月にフロンティアと命名権契約を締結した。契約期間は3年（2015年4月1日から2018年3月31日まで）、契約金額は年間150万円で「フロンティアサッカーフィールド」（略称：「秋フロ」）の呼称を用いていた。2018年3月に第一カッター興業と命名権契約を締結した。契約期間は3年（2018年4月1日から2021年3月31日まで）、契約金額は年間150万円で「第一カッターフィールド」の呼称を用いている

## アクセス
- JR京葉線・新習志野駅より徒歩約8分[1]。
- JR総武本線・津田沼駅南口より京成バス「新習志野駅」行で秋津小学校下車、徒歩約5分[1]。